# Pape Sarr
El-Hadji Papa Brahim Sarr (Dakar, Senegal, 7 de diciembre de 1977) es un exfutbolista senegalés que se desempeñaba como mediocampista de corte defensivo.
Sin duda su logro más conocido fue participar con la selección de fútbol de Senegal que llegó a los cuartos de final del Mundial 2002.

## Biografía
Formado en las categorías inferiores del AS Saint-Étienne, debutó con dicho equipo en 1996, cuando el club competía en la Ligue 2, contra el Troyes AC. Su primer gol como profesional llegaría esa misma temporada en un partido contra el FC Mulhouse. Permanecería con el Saint-Étienne hasta 2001, cuando el equipo volvió a descender a la Ligue 2.
En 2001 fichaba por el Racing de Lens, equipo de la Ligue 1, debutando contra el Olympique de Lyon. En la 2003-04 compitió con el equipo en la UEFA Champions League.
En la 2004-05, Sarr se vio relegado a la suplencia, de modo que fue cedido en el mercado de invierno al Deportivo Alavés, el cual estaba compitiendo por ascender a la Primera División de España. Tras media temporada, el Alavés trató de que el senegalés siguiera en el equipo, pero no hubo acuerdo por cuestiones salariales.
En 2005, tras una breve cesión al FC Istres, Sarr abandonaba el Lens y fichaba por el Stade de Brest, jugando allí hasta 2007.

### Carrera internacional
Con 27 participaciones con la selección de fútbol de Senegal, Sarr formó parte de la escuadra que consiguió llegar hasta los cuartos de final en el Mundial de Corea y Japón 2002.